# ブランチ・ダビディアン

ブランチ・ダビディアンの教団旗

ブランチ・ダビディアン（Branch Davidian）は、アメリカ合衆国を拠点とする新興宗教セブンスデー・アドベンチストの分派の「ダビデ派セブンスデー・アドベンチスト教会」（通称：ダビデアンズ）から、1955年に分裂・分派したプロテスタント系のセクトである。

## 概要
1930年にセブンスデー・アドベンチスト教会を破門されたブルガリア出身のヴィクター・ホウテフが、1934年にヨハネの黙示録による終末思想を思想体系とするセクト、ダビデ派セブンスデー・アドベンチスト教会を結成した。この一派は、ホウテフの著書にちなんで「羊飼いの杖」とも呼ばれた。1955年にホウテフが死去し妻のフローレンスが指導者となり、1959年に終末が到来すると予言した。しかし、予言が外れたために教団は分裂し、ユダヤ系のベンジャミン・ローデンが次の指導者となって教団名をブランチ・ダビディアンに改めると共に、マウント・カルメル・センターを建設した。
1978年にローデンが死去し、妻のロイスが後継となるが、1986年にはロイスも死去する。その後、ロイスの息子ジョージと、特別な予言力を持つと自称するバーノン・ハウエルが後継者争いを起こし、1987年には両派閥による銃撃戦に発展してジョージを追い出した。この事件はメディアに大きく取り上げられ、ブランチ・ダビディアンの名を人々に意識させた。
1990年にハウエルが新教祖に就任したのをきっかけに選民思想を説き、ブランチ・ダビディアンの信者達だけが最終戦争に生き残ることを神に認められた民と位置づけ、カリスマ的な独自の布教で信者を獲得した。ハウエル自身はデビッド・コレシュと改名。デビッドはイスラエル王国のダビデ王にちなみ、コレシュはバビロン捕囚のユダヤ人を解放したペルシャ皇帝キュロス2世にちなむ。教団は最終戦争に向けて武装化を強力に推進し、大量の銃器を不正に獲得、司法当局やマスメディアに注目されるに至る。
1993年2月28日、テキサス州ウェーコの教団本部（マウント・カルメル・センター）に対して強制捜査が行われるが、ダビディアンはバビロニア軍隊に攻撃されるであろうとの予言を信じていたため、連邦捜査官をバビロニア軍隊と思い込んだ信者の応酬はすさまじく、アルコール・タバコ・火器及び爆発物取締局（ATF）の捜査官4名、ダビディアン側6名の死者を出す。さらには、ATFから捜査情報が事前に漏れていたため、テレビ局のカメラの前で銃撃戦の様子が放映されて世界中に衝撃を与えた。

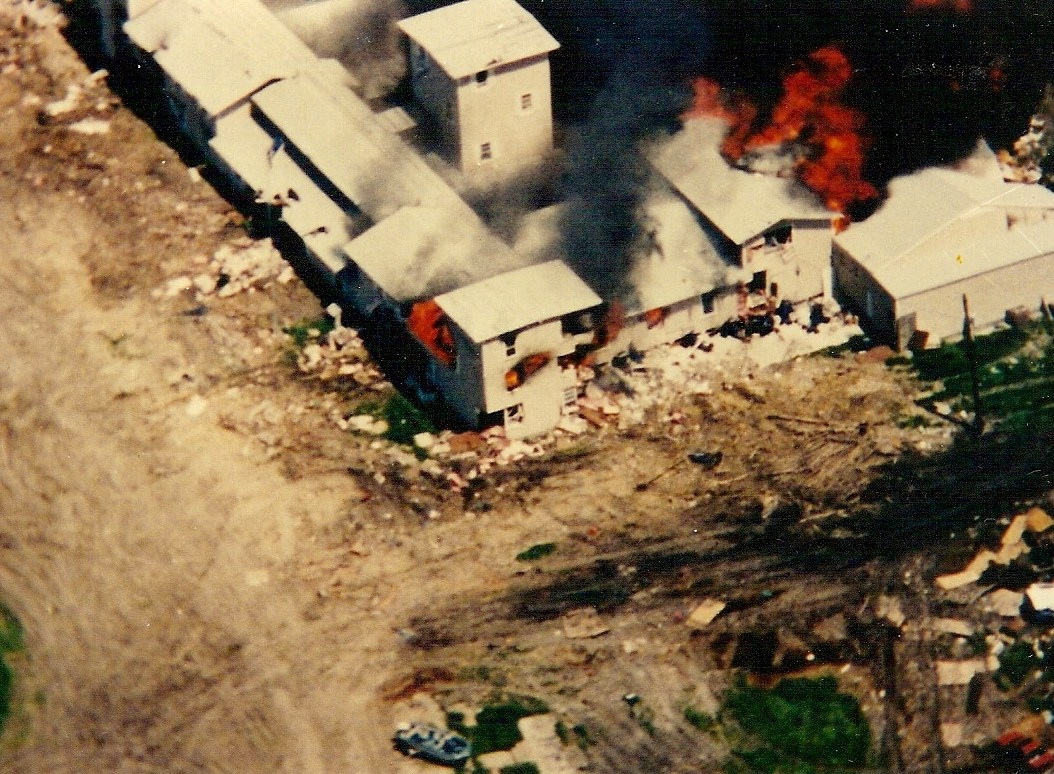
1993年4月19日、炎上するマウント・カルメル・センター。FBI撮影。

この後、捜査はFBIが引継ぎ、全米国民が見守る中、51日間の膠着が続いた。ダビディアン側は武器弾薬に加え、1年分以上の食料を備蓄して籠城した。同年4月19日、司法長官ジャネット・リノは強行突入を決行。FBIやATFは軍から借り受けた十数両に及ぶ戦車や装甲車（M3ブラッドレー騎兵戦闘車9両 - 10両、CSガス（催涙ガス）で武装したM728戦闘工兵車4両 - 5両、M1A1エイブラムス主力戦車2両、M88装甲回収車1両）、武装ヘリコプター、催涙弾などで突入した。ところが、信者は意に反して投降しなかった。その後、建物から突然出火して、教団本部は炎に包まれ、ほとんどの信者は焼死した。コレシュを含めて81名の死者を出し、そのうち子供が25名、生存者は9名であった。
ブランチ・ダビディアン本部爆発炎上事件は、発生直後にはブランチ・ダビディアンを危険なカルト集団として批難する声が大多数だったが、時が経つにつれてアメリカ南部では南部特有のメンタリティーから事件を悲劇として捉え、連邦政府を批難する声が増えていった。1995年には北テキサス憲法民兵によってウェーコに信者を悼む記念碑が建てられている。
本部を失ったものの、教団自体は"The Branch, The Lord Our Righteousness "と改称して現在も存続している。指導者はローデン夫妻の信奉者のCharles Paceで、信徒は1200人とされる。

## 逮捕にあたっての問題点
FBIと銃撃戦の末、コレシュは80人の信者を道連れに自殺。信者のほとんどは焼死と見られるが、出火原因が問題になっている。
装甲車がランタンやプロパンガスのボンベを破裂させた説や、可燃性の催涙ガスにFBI側の銃火が飛んで引火したという説も一時取りざたされたが、催涙ガスの発射から火災まで3時間以上かかっていることや、盗聴された教団の会話などから、現在は戦車を迎え撃つための放火説が有力である。
FBIは1発も実弾は発射していないと主張していたが、当初FBIが発火剤入りの催涙ガスは使用していないという虚偽の説明をしたことから、この主張も疑われた（ただし、火災発生までの時間の関係から、この催涙ガスが発火原因になった可能性は無い）。マスコミが赤外線カメラでヘリコプターから撮影した映像には銃弾の発射の模様が映っていると言われていたが、実際の発砲を赤外線カメラで撮影した光とは全く違っていたことが判明し、またよく見ると銃口と光の位置がずれているので、何かの反射光を捉えたと、ナショナルジオグラフィックチャンネルの「衝撃の瞬間」は結論している。また、信者が脱出しようとしていたところに少なくとも2回の実弾攻撃を加えたという証言があるが、信憑性は定かではない。
逮捕状の請求や武器の使用に法律違反があったのは確かであり、子供がいるにもかかわらず催涙ガスを使用したこと（子供用のガスマスクが無かったため、大変な苦痛にさらされていたと推測される）。また、ATF職員との銃撃戦についても、信者のうち4人が無罪となった。信者の1人は昼食を食べていたところを、壁を貫通した砲弾にあたって死亡している。
また、FBIは4月14日にコレシュが送ってきた降伏の手紙を司法長官に渡さなかった。内容は「刑務所で信者たちに布教ができるように計らえば投降する」というもの。
一連の教団施設攻撃は、適正手続き（due process）という点から政府の対処に問題ありとして批判を浴びている。